# Jan Górski (szachista)

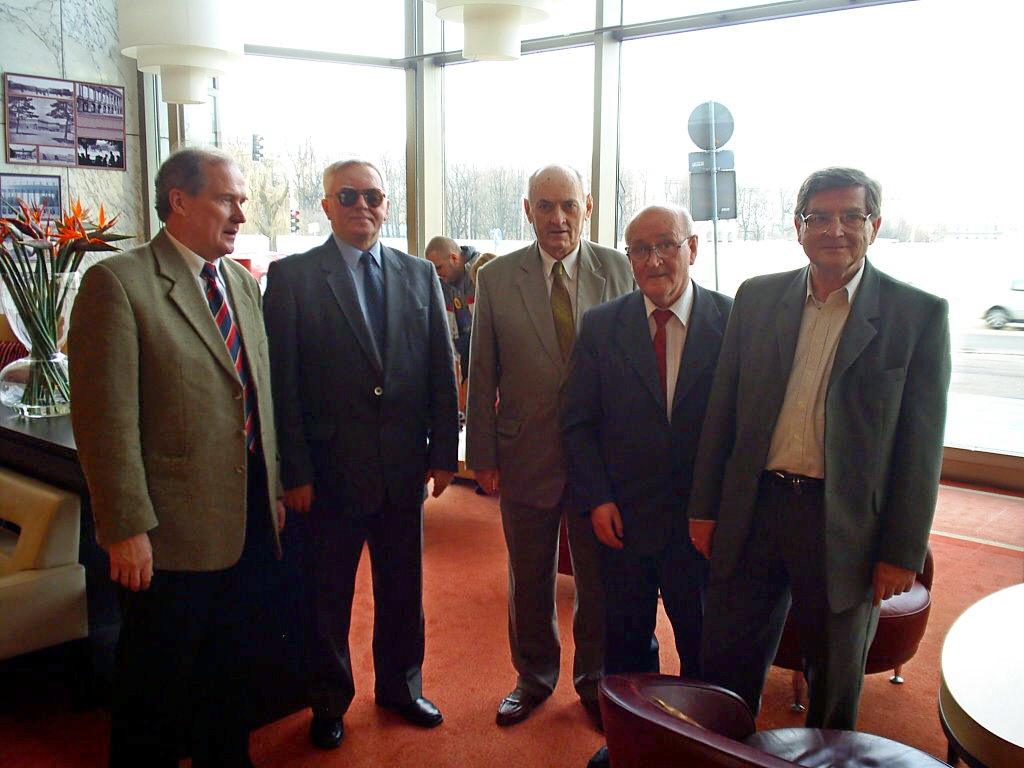
Jan Górski (w środku) podczas obchodów 80-lecia Polskiego Związku Szachowego, Warszawa 2007.

Jan Górski (ur. 15 kwietnia 1929 we wsi Krynickie, zm. 13 kwietnia 2009 w Białymstoku) – polski szachista, działacz i sędzia szachowy, kandydat na mistrza w grze bezpośredniej (od 1963). Największe sukcesy odnosił w grze korespondencyjnej.

## Życiorys
Przez dwie kadencje należał do Zarządu Polskiego Związku Szachowego: w latach 1966–1970 jako członek, natomiast w latach 1996–2000 – jako skarbnik. W latach 1958–1998 był prezesem Okręgowego Związku Szachowego w Białymstoku. W 2006 r. otrzymał tytuł Honorowego Członka Polskiego Związku Szachowego.
Największe sukcesy sportowe odnosił w szachach korespondencyjnych. Został zwycięzcą XI indywidualnych mistrzostw Polski (1968–1969), a w XIII finale (1969–1971) zdobył srebrny medal. W latach 1972–1975 brał udział w półfinale indywidualnych mistrzostw świata w grze korespondencyjnej. Był wielokrotnym medalistą drużynowych mistrzostw Polski: sześciokrotnie złotym, trzykrotnie srebrnym oraz brązowym.
Od 1961 r. był organizatorem Międzynarodowego Festiwalu Szachowego w Augustowie oraz Festiwalu im. Ludwika Zamenhofa w Białymstoku.